# Marcia Neugebauer
Marcia Neugebauer (Nueva York, 27 de septiembre de 1932) es una geofísica estadounidense conocida por sus contribuciones en el ámbito de la física espacial. Sus investigaciones están entre las primeras que han permitido establecer medidas directas del viento solar para ayudar a entender su física y la interacción con los cometas.

## Biografía
Maria Neugebauer nació en Nueva York. Obtuvo una licenciatura en física en la Universidad de Cornell en 1954, y una maestría en física en la Universidad de Illinois en Urbana en 1956. 
Neugebauer fue investigadora de la sonda analizadora de plasma Mariner 2 que hizo las primeras medidas extensas del viento solar y el descubrimiento de sus propiedades. También desarrolló instrumentos analíticos, algunos se usaron en la luna por los astronautas del Apollo y otros en el encuentro del cometa Halley en el marco de la misión europea Giotto.
Como científica participó en muchas misiones espaciales durante su larga carrera en la NASA. Ha ocupado varios puestos de dirección en el Jet Propulsion Laboratory, como el de Directora de la Sección de Física y Física del Espacio, directora del equipo de estudio de Marinero Mark II, científica en los proyectos Rangers 1 y 2 y el Programa espacial CRAF (en inglés Comete Rendezvous Asteroid Flyby).
Ha ejercido como presidenta de la Unión Americana de Geofísica en 1994-1996 y ha sido la editora en cabo de la revista Reviews of Geophysics. También presidió la sección Comité Solar y Física Espacial de la Academia Nacional de Ciencias.

## Premios y honores
El 1967, el Museo de Ciencia e Industria de California, nombró a Marcia Neugebauer Mujer científica del año de California (California Woman Scientist of the Year). Ha recibido numerosos premios de la NASA, incluyendo el premio Excepcional de Logro Científico, el premio a la Medalla de Liderazgo Destacado y la Medalla del Servicio Distinguido, que es la máxima distinción otorgada por la NASA. En 1997, ingresó al WITI Hall of Fame, Women in Technology International. En 1998 recibió un doctorado honorario en física por la Universidad de New Hampshire. En 2004, recibió el premio William Kaula y, en 2010, recibió el premio Medal Arctowski de la Academia Nacional de Ciencias.